# Ilídio de Araújo
Ilídio Alves de Araújo (Rego, 1925 — Rego, 15 de janeiro de 2015), foi um arquiteto paisagista português.
É autor de diversos projetos para quintas, palácios e jardins botânicos em Portugal e parte do seu espólio encontra-se arquivado no Forte de Sacavém, sob responsabilidade da Direcção-Geral dos Edifícios e Monumentos Nacionais.
Foi, de forma breve, Secretário de Estado do Ordenamento Físico e Ambiente no VI Governo Constitucional.

## Publicações
- Ilídio Araújo, "Quintas de recreio: (breve introdução ao seu estudo, com especial consideração das que em Portugal foram ordenadas durante o século XVIII)", Braga: [s.n.], 1974 (Braga: Ofic. Gráf. da Livraria Cruz)
- Ilídio Araújo, "Arte paisagista e arte dos jardins de Portugal", Lisboa: Ministério das Obras Públicas. Direcção Geral dos Serviços de Urbanização, 1962.